# The Romanoffs
The Romanoffs – amerykański serial (dramat, antologia) wyprodukowany przez Weiner Bros., Picrow oraz Amazon Studios, którego pomysłodawcą jest Matthew Weiner. Serial jest udostępniony od 12 października 2018 roku na  stronie internetowej platformy Amazon Studios.
Pod koniec lipca 2019 roku platforma Amazon poinformowała o zakończeniu produkcji serialu po jednym sezonie.
Fabuła serialu opowiada o losach ludzi uważających się za potomków dynastii Romanowów.

## Obsada

### "The Violet Hour"
- Marthe Keller jako Anushka[3]
- Aaron Eckhart jako Greg[4]
- Inès Melab jako Hajar
- Louise Bourgoin jako Sophie

### "The Royal We"
- Corey Stoll jako Michael Romanoff[3]
- Kerry Bishé jako Shelly Romanoff
- Janet Montgomery jako Michelle Westbrook[3]
- Noah Wyle jako Ivan

### "House of Special Purpose"
- Christina Hendricks jako Olivia Rogers[5]
- Isabelle Huppert jako Jacqueline[5]
- Jack Huston jako Samuel Ryan
- Mike Doyle jako Brian Norris[3]
- Paul Reiser jako Bob Isaacson[3]

### "Expectation"
- Amanda Peet jako Olivia Wells[3]
- John Slattery jako Daniel Reese[5]
- Emily Rudd jako Ella Hopkins
- Jon Tenney jako Peter Ford
- Mary Kay Place jako Marilyn Hopkins
- Michael O’Neill jako Ron Hopkins

### "Bright and High Circle"
- Diane Lane jako Katherine Ford
- Ron Livingston jako Alex Myers
- Andrew Rannells jako David Patton[3]
- Cara Buono jako Debbie Newman
- Nicole Ari Parker jako Cheryl Gowans

### "Panorama"
- Juan Pablo Castañeda jako Abel
- Radha Mitchell jako Victoria Hayward
- Griffin Dunne jako Frank Shefflied
- David Sutcliffe jako Phillip Hayward

### "End of the Line"
- Kathryn Hahn jako Anka
- Jay R. Ferguson jako Joe Garner
- Annet Mahendru jako Elena Evanovich
- Clea DuVall jako Patricia Callahan
- Zofia Wichłacz jako Nadya[6]

### "The One That Holds Everything"
- Hugh Skinner jako Simon Burrows
- Adèle Anderson jako Candace
- Hera Hilmar jako Ondine
- Ben Miles
- JJ Feild jako Jack[3]

## Odcinki
| # | Tytuł                         | Reżyseria      | Scenariusz                             | Premiera w Amazon Studios |
| - | ----------------------------- | -------------- | -------------------------------------- | ------------------------- |
| 1 | The Violet Hour               | Matthew Weiner | Matthew Weiner                         | 12 października 2018      |
| 2 | The Royal We                  | Matthew Weiner | Michael Goldbach, Matthew Weiner       | 12 października 2018      |
| 3 | House of Special Purpose      | Matthew Weiner | Mary Sweeney, Matthew Weiner           | 19 października 2018      |
| 4 | Expectation                   | Matthew Weiner | Semi Chellas                           | 26 października 2018      |
| 5 | Bright and High Circle        | Matthew Weiner | Kriss Turner Towner, Matthew Weiner    | 2 listopada 2018          |
| 6 | Panorama                      | Matthew Weiner | Dan LeFranc, Matthew Weiner            | 9 listopada 2018          |
| 7 | End of the Line               | Matthew Weiner | Andre Jacquemetton, Maria Jacquemetton | 16 listopada 2018         |
| 8 | The One That Holds Everything | Matthew Weiner | Donald Joh, Matthew Weiner             | 23 listopada 2018         |

## Produkcja
26 października 2016 roku, platforma Amazon zamówiła pierwszy sezon serialu.
W sierpniu 2017 roku, poinformowano, że John Slattery, Christina Hendricks, Isabelle Huppert i Aaron Eckhart
dołączyli do obsady serialu.
W kolejnym miesiącu ogłoszono, że w serialu zagrają: Corey Stoll, Andrew Rannells, Mike Doyle, JJ Feild, Janet Montgomery, Paul Reiser oraz Marthe Keller.